# Austrolimnophila yumotana
Austrolimnophila yumotana är en tvåvingeart som först beskrevs av Alexander 1934.  Austrolimnophila yumotana ingår i släktet Austrolimnophila och familjen småharkrankar. Inga underarter finns listade i Catalogue of Life.